# ミカエル・ヴァルグレン
ミカエル・ヴァルグレン（Michael Valgren、1992年2月7日 - ）は、デンマーク出身の自転車競技（ロードレース）選手。

## 経歴
2011年、グルー & マーストランド - LRØにてプロキャリアスタート。
2014年、ティンコフ・サクソに移籍。
2017年、アスタナ・プロチームに移籍。
2018年、オムロープ・ヘット・ニウスブラットにて、独走勝利。初のクラシックタイトルを獲得した。アムステル・ゴールドレースにて、2013年優勝者のロマン・クロイツィガーとの一騎打ちを制し、2つめのタイトルを獲得。
2019年、チーム・ディメンションデータに移籍。
2021年、EFエデュケーション・NIPPOに移籍。

## 主な戦績

### 2012年
- リエージュ〜バストーニュ〜リエージュU23　優勝

### 2013年
- リエージュ〜バストーニュ〜リエージュU23　優勝
- フレッチェ・デュ・スッド　総合優勝、新人賞（第3ステージ優勝）
- ツール・ド・ラブニール　区間優勝（第3ステージ）

### 2014年
- デンマーク選手権　優勝（ロード）
- ツアー・オブ・デンマーク　総合優勝、新人賞

### 2015年
- ドバイ・ツアー　新人賞

### 2016年
- アムステル・ゴールドレース　2位
- ツアー・オブ・デンマーク　総合優勝（第3ステージ優勝）

### 2018年
- オムロープ・ヘット・ニウスブラット　優勝
- アムステル・ゴールドレース　優勝
- ブルターニュ・クラシック　2位

### 2021年
- ジロ・デッラ・トスカーナ 優勝
- コッパ・サバティーニ 優勝
- 世界選手権自転車競技大会ロードレース 男子エリートロードレース 3位